# 佐倉村 (静岡県)
佐倉村（さくらむら）は、静岡県西部、小笠郡の東南端にあった村である。現在御前崎市のほぼ中央部にある、佐倉と宮内の二つの大字が旧村域である。

## 歴史
- 1889年4月1日 - 町村制施行。城東郡佐倉村となる。
- 1896年4月1日 - 郡制施行。小笠郡に属する。
- 1955年3月31日 - 池新田町、朝比奈村、比木村、新野村と合併して浜岡町成立。

## 産業
遠州灘に面している。しかし、漁業はなく、さつまいもや大根などを生産する農村地帯であったが、土地がやせていて、県内でも貧しい村の一つだった。合併して浜岡町になってから、地区の南西部に浜岡原発が建設された。

## 名所
地区内の桜ヶ池は、秋分の日に行われる「お櫃納め」の神事で知られている。池の畔にある池宮神社は、法然・親鸞にもゆかりのある神仏習合の神社である。

## 出身人物
- 関口隆船(関口隆吉の父)